# 堀江季雄
堀江 季雄（ほりえ すえお、1884年（明治17年）2月16日 - 1946年（昭和21年）2月23日）は、枢密院書記官長、貴族院勅選議員。

## 経歴
東京府に市野良樹の二男として生まれ、堀江敬慎の養子となった。1909年（明治42年）、東京帝国大学法科大学政治科を卒業。滋賀県属となり、1913年（大正2年）に高等文官試験に合格した。滋賀県警視、同野洲郡長を経て、同理事官、岐阜県理事官を歴任。1920年（大正9年）、枢密院書記官に転じ、行政裁判所評定官、枢密院議長秘書官などを務めた。1939年（昭和14年）枢密院書記官長に就任した。
退官後の1945年（昭和20年）8月3日に貴族院議員に勅選され、死去するまで在任した。

## 栄典
位階
- 1913年（大正2年）9月20日 - 従七位[7]
- 1915年（大正4年）10月20日 - 正七位[7]
- 1917年（大正6年）11月20日 - 従六位[7]
- 1920年（大正9年）9月20日 - 正六位[7]
- 1922年（大正11年）9月11日 - 従五位[7]
- 1927年（昭和2年）5月2日 - 正五位[7]
- 1932年（昭和7年）5月16日 - 従四位[7]
- 1937年（昭和12年）6月1日 - 正四位[7]
- 1942年（昭和17年）6月15日 - 従三位[7]
- 1945年（昭和20年）10月27日 - 正三位[8]

勲章等
- 1915年（大正4年）11月10日 - 大礼記念章（大正）[7]
- 1920年（大正9年）11月1日 - 勲五等瑞宝章・大正三年乃至九年戦役従軍記章[7]
- 1921年（大正10年）3月23日 - 銀杯一個[7]
- 1926年（大正15年）11月29日 - 勲四等瑞宝章[7]
- 1928年（昭和3年）11月10日 - 大礼記念章（昭和）[7]
- 1931年（昭和6年）
  - 2月9日 - 勲三等瑞宝章[7]
  - 3月20日 - 帝都復興記念章[7]
- 1934年（昭和9年）4月29日 - 旭日中綬章[7]
- 1939年（昭和14年）2月14日 - 勲二等瑞宝章[7]
- 1940年（昭和15年）
  - 4月29日 - 旭日重光章[7]
  - 8月15日 - 紀元二千六百年祝典記念章[7][9]

外国勲章佩用允許
- 1927年（昭和2年）12月25日 - フィンランド共和国：甲級コマンド―ル・ローズ・ブランシゥ勲章[7]
- 1934年（昭和9年）3月1日 - 満州帝国：大満洲国建国功労章[7]
- 1938年（昭和13年）7月9日 - 満州帝国：勲三位景雲章[7]
- 1941年（昭和16年）12月9日 -  満州帝国：建国神廟創建記念章[7]